# Rogownikowate
Rogownikowate (Harpagiferidae) – rodzina morskich ryb okoniokształtnych.
Występowanie: zimne wody południowej półkuli.

## Klasyfikacja
Rodzaj zaliczany do tej rodziny:
Harpagifer